# Osmoregulatie

Door middel van osmoregulatie wordt de druk op bijvoorbeeld rode bloedcellen geregeld

Osmoregulatie is de regeling van de osmotische waarde van de vloeistoffen van een organisme om de homeostase te behouden van het organisme. Het controleert het gehalte van minerale zouten en water in de lichaamsvloeistoffen. Er moet dus druk uitgeoefend worden op de hypertone zijde van een selectief doorlaatbaar membraan om diffusie van water door osmose te voorkomen van de kant die enkel water bevat. De vloeistoffen in een organisme bevinden zich altijd in een begrensde ruimte en kunnen onder verschillende vormen voorkomen namelijk:
- Bloed en lymfe
- Weefselvloeistof
- Cytosol

Alle organismen hebben water nodig en nemen dit op rechtstreeks door te drinken, via voedsel, via het celoppervlak door diffusie enz.

## Organen
In het menselijk lichaam dragen de volgende 'organen' en klieren bij aan de regeling van de waterhuishouding:
- De lever
- De nieren
- De longen
- De huid
- De alvleesklier
- De hypothalamus